# Лелейко Ольга Олександрівна
Ольга Олександрівна Лелейко (21 липня 1977) — українська фехтувальниця, олімпійка.

## Виступи на Олімпіадах
| Олімпіада           | Дисципліна            | Місце          |
| ------------------- | --------------------- | -------------- |
| Сідней 2000         | рапіра, індивідуальні | 36             |
| Сідней 2000         | рапіра, командні      | 8              |
| Пекін 2008          | рапіра, індивідуальні | 36             |
| Лондон 2012         | рапіра, індивідуальні | 17 (розділене) |
| Ріо-де-Жанейро 2016 | рапіра, індивідуальні |                |